# Сунчица Дан
Сунчица Дан (енгл. Sunny Day) је канадско-британска дечија анимирана ТВ серија снимљена у продукцији Silvergate Media.
У Србији, Црној Гори, Републици Српској и Северној Македонији, серија се емитује од 2018. године на каналу Ник џуниор, синхронизована на српски језик. Синхронизацију је радио студио Голд диги нет.

## Епизоде
| Сезона | Сезона | Епизоде | Премијерно приказивање (САД) | Премијерно приказивање (САД) | Премијерно приказивање (Србија) | Премијерно приказивање (Србија) |
| Сезона | Сезона | Епизоде | Прва епизода                 | Последња епизода             | Прва епизода                    | Последња епизода                |
| ------ | ------ | ------- | ---------------------------- | ---------------------------- | ------------------------------- | ------------------------------- |
|        | Пилот  | Пилот   | новембар 2016.               | новембар 2016.               | ТБА                             | ТБА                             |
|        | 1      | 40      | 21. август 2017.             | 23. јун 2019.                | 2018.                           | ТБА                             |
|        | 2      | ТБА     | 14. април 2019.              | ТБА                          | ТБА                             | ТБА                             |